# 4-я армия (РККА)
4-я армия — общевойсковое оперативное объединение в составе РККА, сформированная в годы Гражданской войны.

## Первое формирование
17 марта в г. Екатеринославе открылся 2-й Всеукраинский съезд Советов. Он принял резолюцию «Об организации военной силы», обязав делегатов развернуть в каждом городе и селе работу по созданию вооружённых сил Украинской Советской Республики. Съезд объединил силы советских республик для борьбы против внешних и внутренних врагов. см. Революция и Гражданская война на Украине
Началось сведение Красногвардейских отрядов, отрядов бывшей Русской армии, воинских частей и отрядов Советских республик в пять армий численностью по 3-3,5 тысячи человек. По сути, эти армии были бригадами с ограниченными возможностями. Командующий войсками армии В.И. Киквидзе, армия находилась вблизи г. Полтавы.
Четвёртая армия была создана в марте 1918 г.
В её состав входили следующие отряды: 1-й Харьковский Пролетарский, 1-й и 2-й Крюковские, 1-й и 2-й Кременчугский, Знаменского Сиверса 2-й, Нежинский, Успенско-Козловский, Енакиевский, Конный червонного казачества, Киевский партизанский, Чехословацкий — т. артиллерийского дивизиона, бронеотряд (всего: 3 тысячи штыков, 200 сабель, 1 бронепоезд, 4 пушки).
В марте 1918 года в состав 4-й армии вошла Группа войск Г. К. Петрова. 4-я армия защищала Харьков от германских войск, а после его сдачи часть её подразделений влилась в Воронежский отряд, другая часть вошла в состав 1-й Донской армии действующей на Украине в районе реки Северский Донец.

### Командующие
- В. И. Киквидзе (март 1918)
- Ю. В. Саблин (март — апрель 1918)

## Второе формирование
Приказом РВС Восточного фронта от 20 июня 1918 года была организована 4-я армия второго формирования. С 5 марта — 14 августа 1919 года находилась в составе Восточного фронта и участвовала в борьбе с белыми армиями, наступавшими весной 1919 года на Востоке России. С 15 августа 1919 — 18 апреля 1920 — была передана в состав Южной группы армий Восточного фронта, Туркестанский фронт.

### Командующие
- А. А. Ржевский (20 июня — 1 сент. 1918)
- Т. С. Хвесин (10 сент. — 5 нояб. 1918)
- А. А. Балтийский (5 нояб. 1918 — 31 янв. 1919)
- М. В. Фрунзе (31 янв. −4 мая 1919)
- Л. Я. Угрюмов (врид 4 — 8 мая 1919)
- К. А. Авксентьевский (8 мая — 6 авг. 1919)
- В. С. Лазаревич (6 авг. — 8 окт. 1919)
- Г. К. Восканов (8 окт. 1919 — 23 апр. 1920).

### Члены РВС
- Е. И. Левин (20 июня — 25 июля 1918)
- Б. Г. Молдавский (6 — 19 июля 1918)
- Тюленин (26 июля — 10 сент. 1918)
- Б. П. Зорин (1 авг. 1918 — 19 июня 1919)
- Г. Д. Линдов (10 сент. 1918 — 13 янв. 1919, погиб)
- В. В. Куйбышев (16 сент. — 31 окт. 1918)
- О. М. Берзин (31 окт. 1918 — 19 апр. 1919)
- Ф. Ф. Новицкий (25 февр. — 13 авг. 1919)
- Б. Г. Зуль (8 мая 1919 — 23 апр. 1920)
- В. В. Кураев (28 июня — 23 июля 1919)
- И. Ф. Сундуков (27 июля 1919 — 23 апр. 1920).

### Начальники штаба
- Д. Е. Буренин[2] (27 — 31 июля 1918)
- Т. С. Хвесин (31 июля — 10 сентября 1918)
- В. И. Булгаков (10 — 16 сентября 1918)
- В. Л. Попов (17 — 19 сентября 1918)
- С. А. Меженинов (19 сентября — 11 октября 1918)
- А. А. Балтийский (12 окт. — 5 нояб. 1918)
- А. С. Белой (5 ноября 1918 — 31 января 1919)
- Ф. Ф. Новицкий (31 января — 23 февраля 1919)
- В. С. Лазаревич (25 февраля — 22 апреля 1919)
- Л. Я. Годзиковский (22 апреля — 8 мая 1919)
- А. К. Андерс (8 мая 1919 — 6 января 1920)
- Л. И. Дубов (6 января — 25 февраля 1920)
- В. И. Преображенский (врид 25 февраля — 23 апреля 1920)

### Состав 2-го формирования
- 1-я Орловская пехотная дивизия (09. 1918)
- 25-я стрелковая дивизия (до 19.11.1918)
- 1-я Саратовская пехотная дивизия (09. 1918)
- 50-я стрелковая дивизия (07. — 08. 1919)
- 22-я стрелковая дивизия, (до 25.03. 1919)
- Николаевская стрелковая дивизия (09. 1918 — 09. 1919)
- 1-я Самарская пехотная дивизия (07. 1918 — 01. 1919, 03. — 04. 1919, 07. 1919 — 05. 1920)
- 49-я стрелковая дивизия (12. 1919)
- Вольская пехотная дивизия (09. 1918)
- Новоузенская пехотная дивизия (07. — 09. 1918)
- Уральская пехотная дивизия (07. — 12. 1918)
- 2-я Туркестанская кавалерийская дивизия (02. — 04. 1920)
- Московская кавалерийская дивизия (05 — 08. 1919).

### Боевые действия
В июне 1918 года 4-я армия вела бои против белогвардейских войск в Заволжье. В августе находилась в районе города Вольск, а затем заняла оборону в районе Хвалынска. Затем в ноябре 1918 года участвовала в наступлении Восточного фронта, заняла Самару. В январе 1919 года заняла Уральск. В марте принимала участие в подавлении мятежей в Ставропольском, Мелекесском, Сызранском уездах, далее выдвинулась на Лбищенск, Сломихинская, Уральск, Гурьев. Была расформирована приказом РВСР от 23 апреля 1920 года. На базе Управления армии было сформировано управление Заволжского ВО и 2-я Революционная трудовая армии.

## Третье формирование

Формирование частей для отправки на Западный фронт (1920)

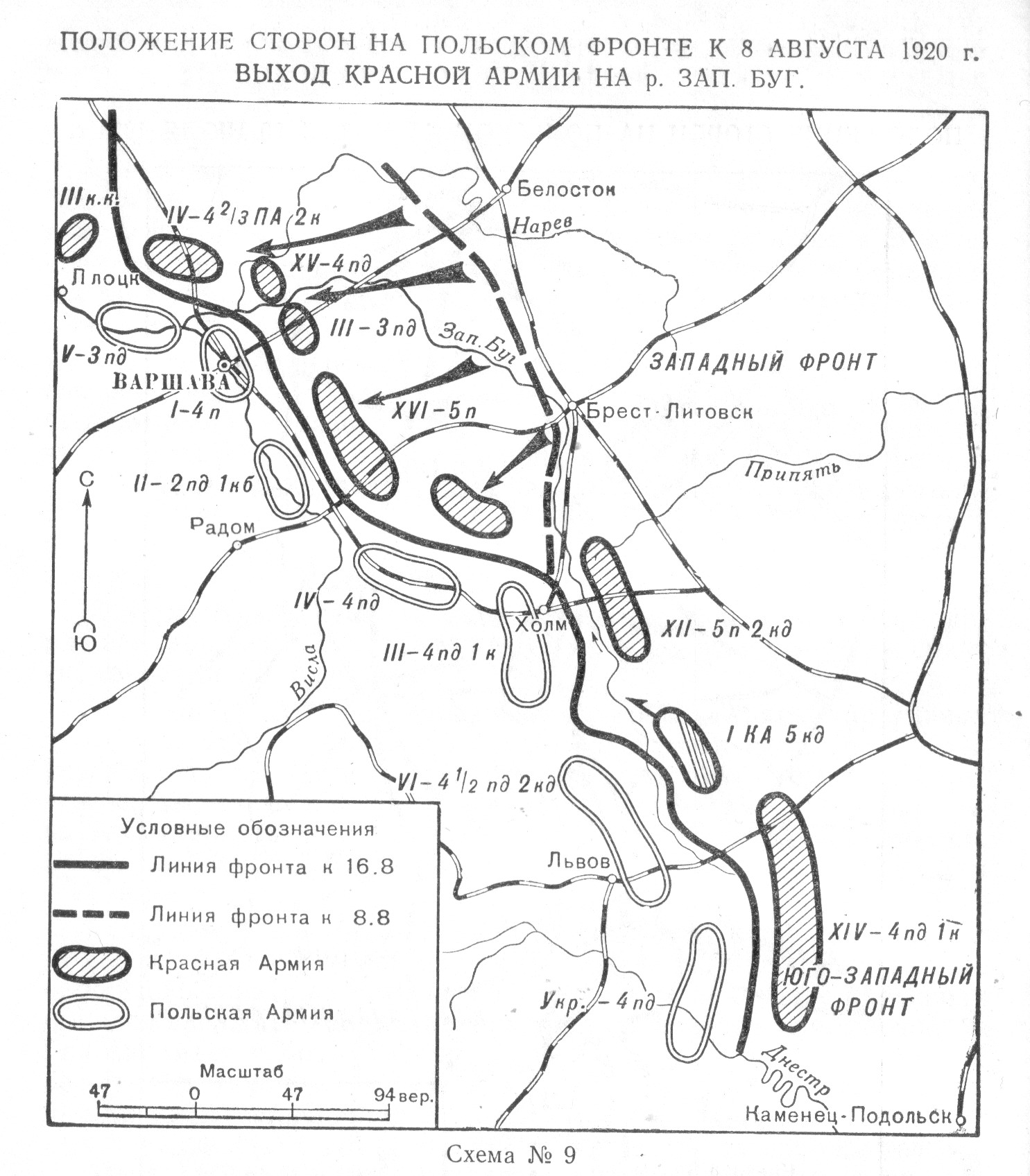
Советско-польский фронт к 8 августа 1920 г. 4-я армия — на крайнем правом фланге советского фронта.

4-я армия третьего формирования была создана приказом РВС Западного фронта РСФСР от 11 июня 1920 из частей Северной группы 15-й армии и действовала в составе Западного фронта. Историю боевых действий 4-й армии в советско-польской войне можно разделить на два периода: успешное наступление на Вислу, отступление армии, переход границы Восточной Пруссии и интернирование в Германии.
На рассвете 4 июля 1920 года ударная группировка Западного фронта перешла в успешное наступление у города Дисна.  4-я армия (18-я, 12-я, 53-я стрелковые дивизии, 164-я стрелковая бригада) прорвала линию польских укреплений и вместе с введённым в прорыв 3-м конным корпусом Гая (10-я и 15-я кавалерийские дивизии) начала продвижение, охватывая левый фланг 1-й польской армии.
За последующие пять недель армия с боями прошла более 800 километров, заняв Свенцаны, Вильно (14 июля), Гродно, Млавау, Цеханув. К 12 августа подошла к линии реки Вкра. Продолжив наступление, 4-я армия, которой с 31 июля стал командовать А. Д. Шуваев, продвигалась вдоль прусской границы к Броднице и далее на Грудзёндз. 17 августа конница поляков нанесла удар в стык между 4-й и 15-й армией и разгромила штаб 4-й армии в Цехануве. Вследствие уничтоженной армейской радиостанции командарм в течение нескольких дней не мог связаться со штабом Западного фронта, а также нарушилось управление дивизиями. В ночь на 19 августа командование 4-й армии и 3-го Конного корпуса получило приказ об отступлении на восток. Армия и корпус стали отходить вдоль польско-германской границы в направлении Млавы. С 21 августа части 4-й армии и 3-го Конного корпуса оказались отрезанными от остальных армий Западного фронта и стали пробиваться с боями в направлении Кольно, но в итоге, не сумев прорваться, были вынуждены перейти границу и интернироваться в Германии.
С 14 сентября 1920 года, вновь сформированная на базе новых частей (4-я сд, 10-я сд, 55-я сд, 57-я сд, 17-я кд) армия продолжила вести бои в Белоруссии (Битва за Кобрин (1920)), затем с боями отступила в район Слуцка. Подписания перемирия с Польшей 18 октября 1920 Управление 4-й Армии было обращено на формирование Управления 4-й Армии Южного фронта, части войск были переданы в состав 16-й Армии.

### Командующие
- Е. Н. Сергеев (18.06. 1920 — 28.07. 1920)
- В. А. Меликов (врид 28.07. 1920 — 06.08. 1920)
- А. Д. Шуваев (06.08. 1920 — 17.10. 1920)
- Н. Е. Какурин (врид 17.10. 1920 — 22.10. 1920)

### Члены РВС
- Е. И. Вегер (18 июня — 19 окт. 1920)
- И. И. Межлаук (25 июня — 10 окт. 1920)
- К. И. Грюнштейн (12 — 22 окт. 1920)

### Начальники штаба
- А. Д. Шуваев (18 июня — 31 июля 1920)
- Г. С. Горчаков (31 июля — 30 авг. 1920)
- А. Д. Ветвинский (випд 30 авг. — 20 сент. 1920)
- С. А. Меженинов (20 сент. — 17 окт. 1920)
- К. К. Шеф (врид 17 — 20 окт. 1920)

### Формирования армии во времяВаршавской битвы
- 12-я стрелковая дивизия (июнь — авг. 1920) — 2 полка и 2 батареи интернированы. В составе 6 полков вышла из окружения[7], затем переведена на Южный фронт (комдив А. Г. Рева)
- 18-я стрелковая дивизия (июль — авг. 1920) — интернирована (комдив Б. А. Буренин[8])
- 48-я стрелковая дивизия (июль — авг. 1920) — интернирована (комдив Е. В. Баранович)
- 53-я стрелковая дивизия (июнь — авг. 1920) — интернирована (комдив А. И. Тарасов-Родионов, затем П. К. Щербаков)
- 54-я стрелковая дивизия (август, 1920) — интернирована (комдив В. Д. Цветаев)
- 3-й Конный корпус (июнь — август, 1920) — интернирован (комкор Г. Д. Гай)

### Состав восстановленной армии
- 55-я стрелковая дивизия (сент. — окт. 1920) — (комдив Розен)
- 57-я стрелковая дивизия (сент. — окт. 1920) — (комдив Ольшанский М. М.)
- 17-я кавалерийская дивизия (сент — окт. 1920) — (комдив Боревич П. М.)
- 4-я стрелковая дивизия (сент. — окт. 1920) — (комдив Симонов А. А.)
- 10-я стрелковая дивизия (сент. — окт. 1920) — (комдив Дрейцер Е. А.)

## Четвертое формирование
Переведена на Южный фронт, 12 ноября 1920 г. объединена с войсками 13-й Армии под наименованием 4-й Армии.

### Командующие
- В. С. Лазаревич (22 окт. 1920 — 10 февр. 1921)
- А. С. Белой (11 февр. — 25 марта 1921)

### Члены РВС
- С. А. Анучин (11 нояб. 1920 — 26 янв. 1921)
- А. М. Лиде (11 дек. 1920 — 13 янв. 1921)
- А. К. Александров (1 нояб. — 18 дек. 1920)
- В. П. Антонов-Саратовский (15 дек. 1920 — 25 марта 1921)

### Начальники штаба
- К. К. Шеф (врид 22 окт. — 1 нояб. 1920)
- А. Д. Шуваев (1 — 18 нояб. 1920)
- В. Попович (18 нояб. 1920 — 12 янв. 1921)
- А. И. Рожковский (12 янв. — 25 марта 1921)

### Состав 4-го формирования
- 2-я Донская стрелковая дивизия (ноябрь 1920 — январь 1921)
- 3-я стрелковая дивизия (ноябрь 1920)
- 9-я стрелковая дивизия (ноябрь — декабрь 1920)
- 23-я стрелковая дивизия (2-го формирования октябрь 1920 — март. 1921)
- 30-я стрелковая дивизия (октябрь 1920 — апрель 1921)
- 42-я стрелковая дивизия (ноябрь 1920 — март 1921)
- 46-я стрелковая дивизия (ноябрь 1920 — март 1921)
- 51-я стрелковая дивизия (ноябрь 1920)
- 52-я стрелковая дивизия (ноябрь 1920)
- Латышская стрелковая дивизия (ноябрь 1920)
- Сводная стрелковая дивизия (октябрь — ноябрь 1920, ноябрь 1920 — январь 1921)
- 3-й конный корпус (ноябрь 1920, декабрь 1920 — апрель 1921)

### Боевые действия
Участвовала в Северной Таврии против войск Врангеля, в Перекопско-Чонгарской операции, освобождала Керченский полуостров.
10 декабря создаётся управление Вооружённых Сил Украины и Крыма (далее ВСУК), которые состояли из Киевского военного округа и Управления Украинской запасной армии и Харьковского военного округа. Управление было создано на базе полевого управления Южного фронта..
10 декабря из состава войск Южного фронта исключены 4-я, 6-я, 1-я Конная армии и другие войска и включены в состав войск ВСУК.
25 марта 1921 армия была расформирована. Войсковые части переданы Кавказскому фронту и Харьковскому военному округу. В апреле расформированы полевые управления 4-й и 6-й армий.